# Idioma galoa
El galoa (o galwa, galua, galloa) es una lengua bantoue del grupo myènè hablada en Gabón por la población galoa.
En el año 2000 el número de hablantes estaba estimado entre 2 000 y 11 000.